# Krzeszów (Petite-Pologne)
Pour les articles homonymes, voir Krzeszów.
Krzeszów est une localité polonaise de la gmina de Stryszawa, située dans le powiat de Sucha en voïvodie de Petite-Pologne.

## Géographie
Krzeszów est situé à 13 km à l'ouest de Sucha Beskidzka et à 48 km au sud-est de Cracovie. La plupart des bâtiments et des champs cultivés sont situés à une altitude de 420-580 mètres au-dessus du niveau de la mer. 
La partie basse du village (Krzeszów Dolny) est située dans la vallée de la Krzeszówka, dans le bassin versant de la rivière Stryszawka, tandis que la partie haute (Krzeszów Górny) se situe sur une plaine. Celle-ci est entourée par la rivière Krzeszówka et le ruisseau Ustrzyzna au sud, les pentes du mont Żurawnica (727 m.) à l'est, la vallée de Tarnawa au nord-est ainsi que les monts du "Petit Beskide" (en polonais Beskid Mały) au nord et à l'ouest. 
Le village se situe sur 3 chemins touristiques de randonnée : l'un reliant le la gare de Sucha Beskidzka à Kocierz Rychwaldzki, un autre reliant Zembrzyce au mont Leskowiec ainsi qu'un chemin de randonnée panoramique allant de Stryszawa à Krzeszów en passant par le ruisseau Ustrzyzna. 

## Histoire
Krzeszów est, avec Mucharz, Zembrzyce, Śleszowice et Sucha, l'un des plus anciens villages du bassin montagneux de la Skawa. Stratégiquement situé sur la route reliant Mucharz et Zembrzyce à Żywiec, le village fut officiellement fondé par Żegota de Bieńkowice en 1333. Krzeszów comptait environ 150 habitants en 1340. La première référence écrite du village date de 1355, lorsque la paroisse de Cressow est mentionnée. Cependant, il est très probable que la paroisse de Krzeszów ait été fondée plus tôt. Plus tard, le village a également été mentionné sous les noms de Crzeschow/Crzeszow (1376), Krzeszaw (1394) ou Krzessow (1498). Au début du XVIe siècle, Jan Szaszko de Śleszowice en était le propriétaire. Le village a ensuite appartenu à de nombreuses familles de la noblesse, dont les Frydrychowski, Lanckoroński, Porębski, Komorowski (qui possédaient aussi Sucha), Wielopolski, Branicki (jusqu'en 1843) et Tarnowski (1922-1945). 
Le village appartenait à l'origine au duché d'Oświęcim, qui existait depuis 1315, dans une période de division et d'effritement du pouvoir royal des Piasts de Pologne. En 1327, le duché devint une seigneurie du royaume de Bohême. Depuis 1445, il faisait partie du duché de Zator, qui a été vendu au roi de Pologne Jean Iᵉʳ Albert Jagellon en 1494. Par la suite, en 1564, le duché d'Auschwitz-Zator devint entièrement rattaché au royaume de Pologne, en tant que district de Silésie de la voïvodie de Cracovie, puis, à partir de 1569, à la république nobiliaire polono-lituanienne.
Entre 1370 et 1500 environ, le bergers Valaques pratiquèrent une forme de pastoralisme nomade (en faisant paître leurs troupeaux l'été durant), et finirent par s'installer par vagues successives dans la région. Ceux-ci finirent par s'intégrer progressivement avec les locaux ; de nos jours, certains habitants de Lachowice ont conservé un accent encore perceptible, issu de ce mélange ethnique. 
Vers 1600, le village comptait plus de 200 habitants et faisait partie, avec Zembrzyce et Stryszawa, des plus grands villages des environs. Krzeszów était alors un centre réputé pour la production de bardeaux, utilisés pour couvrir les toits des maisons locales, afin de les protéger du froid intense de la montagne et des chutes de neige. 
Lors du premier partage de la Pologne qui eut lieu en 1772, le village a été rattaché au nouveau royaume de Galicie et de Lodomérie, nouvelle possession des Habsbourg, qui sera intégrée à la couronne en 1804. À partir de 1782, il a appartenu au Kreis de Myslenice (dont le siège était à Wadowice en 1819). Après la suppression des seigneuries patrimoniales, il forma après 1850 une commune dans le Bezirk (région) de Wadowice, au sein du Bezirk de Wadowice. La construction de l'église actuelle commença en 1901. 
En 1918, après la fin de la Première Guerre mondiale et l'effondrement de la monarchie Austro-Hongroise, le village de Krzeszów fait partie de la Deuxième République Polonaise nouvellement crée. En 1923, le village a été détaché du powiat de Żywiec et rattaché au powiat de Makow, mais à la suite des protestations de la population locale, ce déplacement administratif de frontière a été annulé en 1931.
En 1939, le village comptait 2956 habitants. Pendant la Seconde Guerre mondiale, le village a été incorporé au Troisième Reich. Dans le cadre de l'action Saybusch, 157 familles (soit 831 Polonais), furent expulsés de force de Krzeszów le 8 octobre 1940 pour peupler le village avec 26 familles d'ethnie allemande (soit 142 catholiques romains de Galicie orientale et de Bucovine). La réduction du nombre d'habitants à 430, la germanisation totale et le changement de nom en Kressenbach ont été planifiés à l'époque pour le village, mais n'ont pas pu être mis en place par les autorités allemandes avant la fin de la guerre mondiale. 
Le village fait partie en 1945 de la République Populaire de Pologne. De 1954 à 1972, le village a appartenu à la municipalité de Krzeszów, dont il était le siège. De 1975 à 1998, Krzeszów se situait dans la voïvodie de Bielsko. Depuis 1998, il appartient à la Voïvodie de Petite-Pologne, dans le powiat de Sucha Beskidzka. 

## Galerie

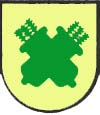
Blason non officiel de Krzeszów